# Lasiopogon septentrionalis
Lasiopogon septentrionalis är en tvåvingeart som beskrevs av Pavel Lehr 1984. Lasiopogon septentrionalis ingår i släktet Lasiopogon och familjen rovflugor. Enligt den finländska rödlistan är arten nära hotad i Finland. Artens livsmiljö är sandstränder vid sötvatten. Inga underarter finns listade i Catalogue of Life.